# 靴磨き選手権大会
靴磨き選手権大会（くつみがきせんしゅけんたいかい）は、革靴を制限時間内に磨き、その完成度を競う日本のコンテスト。 2018年より、コロナ禍の2021年および2022年を除いて毎年決勝が東京都で開催されている。
靴磨き世界大会（WORLD CHAMPIONSHIP OF SHOESHINE、ロンドン）とは、運営者・審査方法・審査基準の全てが異なる独立した大会である。 

## 審査対象
「鏡面磨き」と呼ばれる靴のつま先や踵部分にワックスで光沢を出す手法が、一貫して本大会の主要な審査対象だが、各回で審査方法が部分的に改変されている。すでに履かれた靴は革の状態などの個体差が大きく、競技で使用すると参加者によって条件が違うという状況が起こるため、本大会では主催者が用意した新品の短靴を使用している。

## 大会の歴史
2017年、長谷川裕也（第1回靴磨き世界大会チャンピオン）が、日本でも靴磨きの大会を開催したいと立案した。 
2018年に銀座三越伊勢丹の主催で第1回靴磨き選手権大会が開催される。以降、2020年の第3回までは銀座三越伊勢丹が、2023年の第4回は一般社団法人日本皮革製品メンテナンス協会が主催している。 第1回のみ靴関連企業従事者に参加資格が限定されたが、第2回以降はアマチュアも応募可能となった。実態としては、靴関連企業従事者が参加者の大半を構成している。

### 第1回（2018年）
事前に行われた予選の参加者20名から選ばれた上位4名と、協賛企業の推薦者8名を合わせた計12名で準決勝のトーナメントを実施。
勝ち抜いた3名で決勝を行った。準決勝・決勝ともに制限時間20分で靴両足を仕上げた。 
予選の審査員は長谷川裕也。準決勝・決勝は各協賛企業の代表者と靴雑誌編集長、服飾ジャーナリストなど有識者を含めた7名が審査。 
審査基準は
1. 鏡面磨きの光沢感
2. 磨きあがった靴の美しさの全体感
3. 所作 （各項目5ポイント）
4. 誰に磨いてもらいたいかという特別評価（1ポイント）

の4項目計16点満点で採点された。 靴磨きの道具は、クリーナー、クリーム、ワックスは主催が用意した新品のみ使用可能で、参加者は仕上げ用のクロスのみ自前で持ち込むことができた。 
両足を20分で仕上げるという制限時間は、汚れ落としから鏡面磨きに至る通常の工程を踏むには短いとされる。その為、主催者もクリームで保革した状態の靴を用意し、参加者もそれを前提にワックスを塗布する段階から作業を開始したが、第1回大会優勝者の石見豪は汚れ落としから全工程を行った。

### 第2回（2019年）
前年10月に行われた予選の参加者46名のうち上位24名が2回戦に進出。さらに2回戦の上位12名が決勝に出場した。いずれもトーナメント戦で、組み合わせは参加者本人による抽選で決定。 予選と2回戦は制限時間10分で靴片足を仕上げ、決勝は制限時間20分で両足を仕上げた。 
審査基準は下記3項目
1. 靴の光沢感
2. バランス感
3. 所作

審査は、靴製造企業社長・靴ケア製品企業社長、靴雑誌編集長、服飾ジャーナリスト、第1回 優勝者などの有識者8名が行った。
今大会より前回にはなかった審査が加わり、8名の審査員が付けた点のうち最大と最小を省いた6名の点数の平均を参加者の得点とした。 靴磨きの道具については、クリーナー、クリーム、ワックスは主催が用意した新品のみ使用可能で、参加者は仕上げ用のクロスに加えてブラシ3本を自前で持ち込むことができた。

#### カラーリング部門
2019年大会のみ、決勝と同日にシューカラーリング・エキシビジョンマッチが行われた。参加者4名が「銀座」をテーマに90分以内に短靴を染め、美的感覚を競った。靴はカラーリング専用のもの（無地のホールカット）が用いられた。審査員による投票の他に、銀座三越伊勢丹のインスタグラムアカウントの高評価ボタンによるオーディエンス票があった。

### 第3回（2020年）
応募者67名が書類と動画を事前に提出し、選考を通過した32名が予選に進出。予選上位16名が準決勝に選出され、さらに上位4名で決勝をおこなった。いずれもトーナメント戦で、組み合わせは参加者本人による抽選で決定。 予選と2回戦は制限時間10分で靴片足を仕上げ、決勝は制限時間20分で両足を仕上げた。  
審査基準は、第２回のルールを踏襲しつつ厳密化した。既存の光沢や所作を評価する項目をテクニカルポイントとし、さらに表現力を評価するアーティスティックポイントを加えた得点制で実施された。テクニカルポイントの内訳は、光沢及び透明感4点、光沢や色味のグラデーション4点、仕上げの美しさ3点、所作6点。アーティスティックポイントは、表現力4点。 
靴製造企業社長、靴ケア製品企業社長、靴雑誌編集長、服飾ジャーナリスト、第1回大会優勝者、第3回靴磨き世界大会チャンピオンのなど有識者8名が審査員を務めた。大会アドバイザーには服飾研修家の飯野高広を迎えた。
靴磨きの道具については、第2回大会を踏襲。大会立案者の長谷川裕也は、大会のテーマソングを作り会場で披露した。

### 第4回  (2023年)
コロナ禍を経て３年ぶりの開催された第４回大会では、初めて大阪でも予選が行われた。
本大会におけるもう一つの大きな変革として、鏡面磨きを簡易にし大幅な時間短縮ができる道具である、各社ハイシャインワックスの使用が認められたことがあげられる。

## 会場
参加者は希望の会場を選ぶことが出来、大阪・東京ともに先着順で各32名・合計64名がエントリー。いずれもトーナメント戦で、グループの組み合わせは参加者本人による抽選で決定。
（大阪会場）阪急うめだホール
（東京会場）阪急メンズ東京
予選1st Roundでは32名から12名に2nd Roundでは６名まで絞られ、2会場合計12名が決勝進出を果たした。

## 審査方法
各グループ同ブランド、同モデル、同素材、同カラーの新品の靴を大会認定の靴磨き道具を使用して、1st Roundでは片足を10分、2nd Roundでは両足を20分で磨いた。2nd Round以降は、仕上げた後に1分間のプレゼンテーションタイムが設けられた。
採点は、80点のテクニカルポイントと20点のプレゼンテーションポイントからなる得点制で実施。Final Roundでは会場の観客による５点のオーディエンスポイントも加えられた。

### テクニカルポイント
大会史上初めて、鏡面磨きの大幅な時間短縮を可能にするハイシャインワックスの使用が認められた。
これに合わせて、審査の厳密化を図るために、コンディショニング（保革等のメンテナンス要素）についても細分化された審査項目が設けられた。
審査は第４回大会を通して、長谷川裕也（大会発起人、BriftH代表）、石見豪（第１回大会優勝者、THE WAY THINGS GO代表）、斗谷 諒（第２回大会カラーリング部門優勝者）、藤澤宣彰（フローリウォネ主宰）の４名が担当。ブラインド審査（靴の仕上がりのみを見る）が初めて導入された。
テクニカルポイントは、靴磨き職人として求められる基本的な技術を測る下記の７項目からなる。
①   コンディショニング力
②   光沢感
③   透明度
④   グラデーション
⑤   光沢の均一性
⑥   ゴミや傷がついていないか
⑦   左右差が無いか（１st Roundは片足のみのため無）

### プレゼンテーションポイント
プレゼンテーションポイントは、靴磨き職人としての魅力を高める表現力を①ワクワク感と②説得力という2項目に分けて評価された。

## 【歴代受賞者一覧】
| 開催回       | 優勝                                                            | 第2位                               | 第3位                   |
| ------------ | --------------------------------------------------------------- | ----------------------------------- | ----------------------- |
| 第1回 2018年 | 石見 豪 THE WAY THINGS GO                                       | 山地 惣介 Brift H (当時）           | 杉村 祐太 Y's Shoeshine |
| 第2回 2019年 | 靴磨き 寺島 直希 THE WAY THINGS GO (当時） カラーリング 斗谷 諒 | 岡嶋 翔太 R&D                       | 新井田 隆 Brift H       |
| 第3回 2020年 | 細見 大輔 THE WAY THINGS GO（当時）                             | なかじま なかじ Freestyle Shoeshine | 樺澤 幹人 Glayage Kyoto |

※第1回のみ審査員特別賞を佐藤我久が受賞。最年少出場・唯一の推薦枠出場者。
GAKUPLUS（当時）ASHIDOHOKKAIDO（現在）※2025年より札幌観光大使就任